# Фадеева (деревня)
Фадеева — деревня в Кудымкарском районе Пермского края. Входила в состав Ошибского сельского поселения. Располагается на реке Муткыльта севернее от города Кудымкара. Расстояние до районного центра составляет 42 км. По данным Всероссийской переписи населения 2010 года, в деревне проживал 21 человек (11 мужчин и 10 женщин).

## История
Известна с начала XIX века, как деревня Шелевая (Шелева).
По данным на 1 июля 1963 года, в деревне проживало 68 человек. Населённый пункт входил в состав Трапезниковского сельсовета.